# Horten
Horten este o comună din provincia Vestfold, Norvegia.